# Niederösterreichischen-Cup 1923-1924
La Niederösterreichischen-Cup 1923-1924 è stata la 6ª edizione della coppa nazionale di calcio austriaca.

## Quarti di finale
| Squadra 1      | Risultato   | Squadra 2     |
| -------------- | ----------- | ------------- |
| 24 maggio 1924 |             |               |
| Hertha Wien    | 2 - 4       | Simmering     |
| 25 maggio 1924 |             |               |
| Wiener SC      | 0 - 1       | Wiener AC     |
| Wiener AF      | 2 - 5 (dts) | Slovan Vienna |
| Wiener Amateur | 2 - 0       | Wacker Wien   |

## Semifinale
| Squadra 1      | Risultato | Squadra 2      |
| -------------- | --------- | -------------- |
| 14 giugno 1924 |           |                |
| Slovan Vienna  | 4 - 2     | Wiener AC      |
| 15 giugno 1924 |           |                |
| Simmering      | 1 - 3     | Wiener Amateur |

## Finale
| Squadra 1      | Risultato   | Squadra 2     |
| -------------- | ----------- | ------------- |
| 6 luglio 1924  |             |               |
| Wiener Amateur | 8 - 6 (dts) | Slovan Vienna |